# Cyclothone parapallida
Cyclothone parapallida is een straalvinnige vissensoort uit de familie van borstelmondvissen (Gonostomatidae). De wetenschappelijke naam van de soort is voor het eerst geldig gepubliceerd in 1982 door Badcock.